# 梨杏なつ
梨杏 なつ（りあん なつ、1998年6月28日 - ）は、日本のAV女優。ジュンプロモーション所属。

## 略歴
2016年10月にAVデビュー。

## 人物
現役大学生の巨乳AV女優。
初オナニーは中学の時、初体験は16歳の時に当時付き合っていた同い年の彼と。
これまでの人生で一番充実していたのはAVデビューしてから約1年の間で、AVデビューが何よりも人生のターニングポイントだったとしている。

## 出演作品

### アダルトDVD

#### 「梨杏なつ」名義
2016年
- 18歳と4ヶ月。 05（10月28日、プレステージ）
- 「中に出して…夫と子供には内緒」 自宅で愚痴聞き屋に中出しセックスをせがむ美人人妻たち 15（11月11日、S級素人）他出演:岡沢リナ、水澤りこ
- 〜疲れたサラリーマンの味方〜 巨乳女医限定!! 派遣型中出しメンタルクリニック 3（11月11日、BAZOOKA）他出演:深美せりな、水澤りこ、岡沢リナ
- こう見えて私…中出しされるのが好きなんです。 2（11月25日、プレステージ）

2017年
- 巨乳初撮り 中出し専用就活学生（1月25日、豊彦）※「児島咲」名義
- 将来の夢はキャビンアテンダント。 CAコスが着れるという理由でAV出演 『興味あるし一度だけ♡』byあーちゃん（1月13日、MERCURY）※「あーちゃん」名義
- 西日本○○電鉄の巨乳女鉄道員さん 現役美人駅員がAVデビュー 2（2月14日、KIプランニング）※「はる」名義
- 素人ナンパスペシャル 優柔不断で押しにすごく弱い素人女性たち（2月24日、S級素人）他出演:逢川希、三宅美香、宮崎あや
- 御奉仕メイドRoom（3月19日、BeFree）
- 膣中ドピュドピュ大大大好き!中年オヤジと会った瞬間すぐ挿入! 中出し援交JK（4月1日、E-BODY）
- 募集ちゃんTV×PRESTIGE PREMIUM 32（4月21日、プレステージ）※「なつ」名義　他出演:ほのか、まり、りこ
- 時間停止おっぱいモミモミ学園 強制解除で絶叫パニック中出しレ×プ（6月1日、OPPAI）共演:かなで自由
- 名門私立女子高校に通う女子高生たちに突撃交渉! 男子校で寮生活を送る同い年の童貞クンと人生初の王様ゲームしてみませんか? 2 パンパンに張った発育中の大きなお嬢様おっぱいを独り占めでハメまくり!!中出し放題!! 念願の巨乳ハーレム筆おろし大乱交 in 世田谷区・私立●●女子高等学校の女生徒たち（6月7日、ディープス）※「ちひろ」名義　共演:あみ、さくら、みなみ、るい
- 親には内緒で働く添い寝リフレで…指名してきた変態兄に犯されたパイパン義妹JK（7月6日、ナチュラルハイ）他出演:宮沢ゆかり ほか
- 夜勤ナース固定電マ痴漢（7月7日、アパッチ）他出演:心花ゆら、あゆな虹恋 ほか
- 『お兄ちゃん聞いて!なんか…私のカラダ変なの!?』 ボクの妹(女子校生)はとっても純粋で何かあれば何でも話してくるし、分からないことがあればなんでも兄のボクに聞いてきます。ある日、そんな妹がいつもと変わらぬ様子で超エロい質問をしてきたんです!?突然の事で動揺しているといきなりおっぱいを見せてきたり、アソコを触ってみたり…どうやら思春期特有のカラダの成長に悩んでいる様子…。いつの間にか大人の女性へと成長している妹のカラダにうっかり勃起していると…妹に見つかってしまい、これはマズい!と思ったら、妹はこれまたいつもと変わらぬ真面目な顔して勃起チ○ポに興味津々!!気付けば真面目に性教育をするフリをして下心全開で妹とエッチまでしてしまいました!（7月7日、ゴールデンタイム）他出演:心花ゆら ほか
- 超絶倫巨乳少女! 4 突然出来た妹は超ヤリマン女子校に通う女子校生! いつも超無防備無警戒だからパンチラ胸チラ乳首チラしまくりでボクは毎日勃起しまくり!しかも恥ずかしながらちょっとボクのおちんちんは大きくて勃起を隠しきれません!結局バレてしまいヤバい!と思ったらボクのデカチン勃起にまさかの発情!我慢できなくなってボクのデカチ○ポに貪りついてきた!とにかく妹は腰を振って腰を振って所構わずヤリまくってくるのです!! 何度も何度も強制的に妹の中で発射させられボクのチ○ポが勃起しなくなるまで何度もヤラレちゃいました!（7月19日、Hunter）他出演:藤川れいな、成海さやか、天野美優、北川りこ
- 「優しい素人奥さんが俺らの精子を旦那よりも愛おしく飲んでくれる」 第3回精飲オフ会 愛嬌のある清楚なヘルパーさんが笑顔で18発 さきさん(23歳)（8月1日、コスモス映像）※「さき」名義
- 一般男女モニタリングAV 発育中の巨乳女子校生限定! 女子高生の娘とお父さんが2人っきりの密室で“おっぱいモミモミインタビュー”に挑戦! 想像以上に成長していた大きなおっぱいを揉みながら普段は聞けない娘の性の体験談に目覚めてしまったオスの本能! フル勃起した父チ○ポを娘マ○コは受けいれ禁断の中出し近親相姦してしまうのか!?（9月19日、ディープス）※「ゆうこ」名義　他出演:みく、れいな、まな
- 巨乳マッサージ師に媚薬チ○ポで突き上げ騎乗位! 激揺れヌルテカ狂乱ボディを…ケツから見るか?チチから見るか?（10月5日、ナチュラルハイ）他出演:三島奈津子、斉藤みゆ
- 舐め廻しJK痴漢 耳・首・顔・脇・乳首をしゃぶられ嫌なのにマ○コを濡らすウブ娘6名を発掘!（10月19日、ナチュラルハイ）他出演:三浦加鈴、小松美柚羽、相澤ゆりな ほか
- ナチュラルハイ年末スペシャル 敏感（恥）巨乳痴漢 撮り下ろし 総勢10名2枚組 豪華版（12月7日、ナチュラルハイ）他出演:吉川あいみ、斉藤みゆ、星空もあ、澁谷果歩、かなで自由、三原ほのか、加藤あやの、青山はな ほか
- 『1分間だけ私を好きにしていいよ!』 女だらけのシェアハウスの唯一のルールは、家事を押しつけた女の子が、押し付けられた男に1分間だけ好きな事をさせてあげる。 ボクが最近入居したシェアハウスは奇跡的にカワイイ女子だらけ!確かにビジュアルは最高だけど中身にやや難が有り、みんな面倒な家事をボクに押し付けてサボりまくり…。でもいいんです!!なぜかと言うと、女子たちは家事をしない代わりに『1分間』体を触らせてくれるから!!だけど何度も触っていると、気持ち良いポイントを心得たボクに女子たちは超欲情し始めて…!?（12月19日、Hunter）共演:斉藤みゆ、真田美樹、霧島さくら、涼宮琴音、永井みひな、橋下まこ、一ノ瀬恋、七海ゆあ、斉藤りこ、三浦みなみ
- 「40歳をすぎた僕の初めての中出し相手は見舞いに来てくれた姪っ子でした」 コンドームが無いので生ハメ外出しするつもりが姪っ子の騎乗位がウマすぎて中出し編（12月21日、DANDY）他出演:北川ゆず、宮崎あや
- 女子大生限定 飲み会後、部屋にお持ち帰り盗撮 そして黙ってAVへ 【no.17】 超爆乳お姉さん女子大生編（12月25日、お持ち帰り）※「まみ」名義　他出演:はる

2018年
- ゴミ捨て場ノーブラ巨乳若妻 巨乳揉みしだき中出し痴漢（1月7日、アパッチ）他出演:三島奈津子、加納綾子、西条沙羅、成海夏季
- 満員バスで背後から制服越しにねっとり乳揉み痴漢され腰をクネらせ感じまくる巨乳女子●生 3（1月11日、ナチュラルハイ）他出演:前田のの、森はるら、天野美優
- 『監督:父 主演:娘』借金父にラストチャンス。 娘でAVを作ってください。 犯される娘は何も知らないまま、しかしすべては父の演出。借金をチャラにすべく父が選んだ方法は娘AVプロデュース!（2月7日、ゴールデンンタイム）他出演:桜木優希音、枢木あおい、関根奈美
- 湯冷めして硬くなった乳首を痴漢師にいじられ続けS字反りイキする敏感美乳女（2月8日、ナチュラルハイ）他出演:あおいれな、碧しの
- 鏡越しに挿入部を見せつけられる背面騎乗位の羞恥に耐えきれず痙攣イキする巨乳家庭教師（3月21日、ナチュラルハイ）他出演:斉藤みゆ、野々宮みさと
- 痴漢され潮を吹かされても最後まで感じていることを認めず潮が出なくなるまで何度もイカされ痙攣が止まらなくなる絶頂女（4月12日、ナチュラルハイ）他出演:鈴木真夕、宮沢ゆかり、皆野あい
- 勃起がバレたのにまさかの感謝!? 「勃起してくれてありがとう!嬉しい…」 失恋して傷心中の幼馴染がフラれたショックでボクに抱きついてきた!超密着状態にボクは思わずフル勃起!それに気付いた幼馴染が「こんな私でも興奮してくれるの?必要としてくれる?」とボクの勃起チ●ポに手を伸ばしてきたんです…（4月19日、ゴールデンタイム）他出演:斉藤みゆ、石原ルリカ、阿部乃みく
- 営業中の店舗を占拠され完全封鎖空間で晒し者になりイキまくるバイト娘（5月24日、ナチュラルハイ）他出演:初美りん、明海こう、推川ゆうり
- 的外れのマッサージで幼馴染の感じるツボを超刺激したら爆イキ痙攣! 勉強も運動も何の取り柄もないボクは只今浪人中!幼馴染が一応ボクを心配して様子を見に来てくれました。しかし、しばらく見ない間に巨乳化している幼馴染の胸にボクは釘づけ!彼女は｢最近すごく肩が凝るんだよね｣とマッサージをボクにお願い。とりあえず適当に肩を揉んだだけなのに｢上手いじゃん!マッサージ師になりなよ!私が練習台になってあげる!｣とベタ褒め!それからというもの毎日家に来て練習台になるんです。しかしボクも所詮素人なんで押さないでいいツボまで押してしまい、触らないでいい所まで触って、幼馴染はパンツが濡れるほど感じてしまい最後はもっと触ってと完全にエロスイッチON!びしょ濡れ爆イキ痙攣しまくり!発射しても抜く事を許して貰えず、挿入中も精子だだ漏れ強制3回連続中出し!（6月19日、Hunter）他出演:星空もあ、香坂紗梨、青木亜樹、持田栞里
- 「中出しされて妊娠したくないなら寮の女の子をここに呼び出してよ!」 絶倫少年 女子寮 巨乳娘連鎖中出し輪姦（6月19日、アパッチ）共演:椎葉みくる、星空もあ、桜ちなみ、松下美織、森はるら
- 声も出せずクンニに悶える 人妻介護（7月7日、マドンナ）
- セックスってゴムと生どっちが気持ちいいの? 超真面目な進学クラスの女子が、保健の授業で性教育を学んだみたい。でも皆あまりにも性経験値が低い学生生活のため分からないことだらけ。そんな彼女たちが放課後、居残りしていたボク(クラスで唯一の男子)を呼び止め、なんと「コンドームを付ける練習をさせて」と言うのです。もちろんそんなこと言われても、どう答えていいかわからないボクに女子たちは強引にズボンを脱がしコンドーム装着練習をしてきた…。当然勃起しないとコンドームは着けられないので、女子たちはボクのチ○ポを勃起させようと、パンツを見せたり激しく手コキをしてきた！さらに勃起チ◯ポを見て興奮してしまった女子はコンドームを着ける練習だけでは収まらずエッチを求めて来た!（7月7日、Hunter）共演:明海こう、白雪るあ、高杉麻里、神宮寺ナオ、天音こころ
- おしっこしてたらいきなり女子●生!? 公衆トイレに出没する家出ヤリマン女子●生は、男子トイレにやってきた男をパンチラや胸チラで誘惑して性欲も財布の中身も満たしていた!?（7月7日、ゴールデンタイム）他出演:永井みひな、桜木優希音、斉藤みゆ
- 【神スペック】 どすけべデカ尻巨乳娘!オレ様専用キメパコサセ子ちゃん（7月19日、チキチキカマー
）
- ROCKET10周年記念作品 マイクロビキニでドキッ!巨乳20人!水泳大会2018 真夏のエロ水着とおっぱいの祭典!巨乳20人がプールでガチンコエロバトル!!（8月9日、ROCKET）共演:春菜はな、優月まりな、君島みお、三原ほのか、桜ちなみ、椎葉みくる、武田真、優梨まいな、羽生ありさ、三苫うみ、橘メアリー、新垣智江、森はるら、月宮こはる、今井ゆあ、ひなみれん、二宮和香、葉月美音、西村ニーナ、波多野結衣
- 「ちょっと!閉めてください!?」 浴室の扉を開けたら生着替え中のピチピチ女子に遭遇して思わず…（8月10日、ブリット）他出演:白咲ゆず、市橋えりな、篠崎みお
- 「最後の制服姿を残したい!」今時J○が「メモリアル制服フォト」撮影中に絶倫チ○ポ男と素肌密着『メモリアルヌードフォト』に挑戦!?カチカチに反り返ったチ○ポが10代マ○コまで3cmに超接近してJ○赤面!急激に発情!!初めての年上生チ○ポに快感に若いマ○コがキューとしまって人生初の連続中出し合計12発!!（8月17日、DOC）※「まこ」名義　他出演:りか、さおり、あい
- 通学路女子●生 拘束固定ピストンバイブ痴漢 2（8月19日、アパッチ）他出演:五十嵐星蘭、愛里るい、栄川乃亜、二階堂紗希
- 下着はお母さんに買ってもらってる! Fカップ純朴娘に中出し!!（8月30日、ビッグモーカル）※「なつ」名義
- ※欲求不満妻、お貸しします。vol.01（9月14日、プレステージ）※「あんな」名義　他出演:みほ、まほ、あやこ、しおり
- 美乳ねっとり揉みしだき中出し本屋痴漢（9月19日、アパッチ）他出演:高杉麻里、一ノ瀬恋、今井まい、竹内真琴
- 新作撮り下ろし!被害者10人! 痴漢プレミアム 巨乳OL編（9月19日、アパッチ）他出演:松下美織、真田美樹、葵千恵、桜ちなみ、斉藤みゆ、有沢りさ、有馬優羽、優月まりな、相澤ゆりな
- 揉んで!吸って!ハメまくり! 女子○生イタズラ身体測定10人!（9月19日、お夜食カンパニー）他出演:五十嵐星蘭、紗藤まゆ、栄川乃亜、七菜原ココ、愛里るい、神楽アイネ、南涼 ほか
- 義父と嫁、密着中出し交尾（9月20日、グローリークエスト）
- 都会で1人暮らしをしているボクの家を、親戚のソソる女子がホテル代わりに居候!? 久しぶりに会ったのに超ワガママなのですが、胸チラ&パンチラ連発な親戚!露骨に興奮していると「家賃代わりね!」と手コキ&フェラのサービス!?それでも勃起がおさまらないでいると…急にヤル気スイッチが入り満足するまでチ○ポを抜かないワガママHをされてしまいました!!（9月20日、SOSORU×GARCON）他出演:咲坂花恋、桜ちなみ
- 突然の豪雨でビショ濡れ状態で駆け込んで来た女友達!? 服を乾かす間に着替えたサイズが合わない服からハミ出しそうなおっぱいに我慢出来ず…（9月21日、DOC）他出演:音羽美玲、月野セリナ、深田結梨
- 激しく縛られ感じる私。 彼氏の目の前で食い込む麻縄（9月25日、ダスッ!）
- 大きなおっぱいの谷間からチラチラ見える乳首に興奮してフル勃起 無防備で巨乳な奥さんと生中出しSEX（10月4日、グローリークエスト）他出演:篠田ゆう、加藤あやの、吹石れな
- 放課後美脚J○が「固定バイブ」撮影会に挑戦! 制服撮影会でカメラに向かってハレンチなポーズを要求され濡れだした思春期おま○こに極太グリグリバイブを挿入! はじめてのバイブの刺激にキューっとしまるJ○ま○こに連続生中出し!12発!（10月5日、DOC）他出演:一ノ瀬もも、愛瀬美希、枝川結衣
- マジックミラー号 灼熱のビーチで見つけた水着美女限定“おっぱい祭り” ちっぱいからデカパイまで!この夏で特に美乳だった15名全員とSEX大成功! ALLおっぱい発射 8時間スペシャル!（10月11日、SODクリエイト）他出演:市橋えりな、星川凛々花、水原乃亜、吉良いろは、小谷みのり、高波奈々未、涼海みさ、持田栞里、海空花、柊木のあ、西山楓 ほか
- 素人娘は射精(だ)しても射精(だ)しても止めてあげない 知人男性のチ○ポを素手・お口で連続ザーメン発射4 恋人以外の男女限定20名（10月11日、SODクリエイト）他出演:まゆのゆま、高波奈々未、星川凛々花、皆瀬杏樹、姫乃はる、篠田ゆう、持田栞里、海空花、南まゆ、はるかみらい ほか
- 家庭教師が巨乳受験生にした事の全記録（10月18日、グローリークエスト）
- パンチラしたって、ポロリしたって耐えろ! ミルクスプラッシュ!! 素人限定!目指せ高額賞金! ミルクを口に含んで拘束くすぐり我慢ゲーム!!（10月19日、ATOM）他出演:神宮寺ナオ、竹内真琴、一ノ瀬恋、七瀬こころ
- 想像できない誰にも見せられない有名私立女子●生の本性丸出しナマ交尾 03（10月26日、宇宙企画）他出演:白咲ゆず、石原ルリカ、七海ゆあ

- 女子校生拘束中出し性交（12月14日、宇宙企画）他出演:あべみかこ、篠宮ゆり、上川星空
- いつでも射精できる！抜きやすい挑発パンチラコレクション 7（12月25日、アロマ企画）他出演:あべみかこ、黒川すみれ、枝川結衣、雨宮凜、浅見せな

#### 「杉咲しずか」名義
2019年
- ガマンできず即ズボした相手はまさかの人違い!?俺の肉棒で発情した女が自ら腰を打ちつけ大絶頂 2 (12月26日、アキノリ) 他出演:高美はるか、神楽アイネ

2020年
- SEISHIDO second デパートで働くセクシーな赤い口紅の美容部員の生フェラごっくんサービス (1月9日、SODクリエイト) 共演:美咲かんな、葉月レイラ、神楽アイネ
- 職業体験で知り合ったお姉さんに童貞を捧げた俺2 (2月6日、アキノリ) 他出演:大浦真奈美、有村のぞみ
- 入浴中の濡れ髪すっぴん顔の兄嫁にガマンできなかった俺 (2月6日、アキノリ) 他出演:今井ゆあ、新村あかり
- ヒロイン討伐Vol.91 悪夢に囚われたガードピンク (3月13日、GIGA)
- TSF銭湯 男女入れ替わりの湯 (4月23日、ROCKET) 共演:富井美帆

### イメージDVD
- なつガール（2016年10月14日、デジプラン）
- Aが好きです♡（2018年8月24日、SOMEBODY）※「吉川知里」名義
- Mも好きです（2018年11月23日、SOMEBODY）※「吉川知里」名義

### VR
- 裏オプ全部のせ! J●リフレで現役女子●生にナマ中出し!（2018年10月31日、宇宙企画VR）
- 行列のできるSEX教習所（2018年11月30日、KMPVR）共演:あおいれな